# Synchlora tenuimargo
Synchlora tenuimargo är en fjärilsart som beskrevs av W. Warren 1905. Synchlora tenuimargo ingår i släktet Synchlora och familjen mätare. Inga underarter finns listade i Catalogue of Life.